# Popafälle
Die Popafälle (englisch Popa Falls) in Namibia sind Stromschnellen und liegen an der Grenze der Kavango-Ost- und Sambesi-Region bei Bagani, einige Kilometer südlich der Brücke der Trans-Caprivi-Fernstraße über den Okavango. Die Popafälle haben eine Fallhöhe von maximal vier Metern, die durch einen Felsriegel aus Quarzit verursacht wird, der hier den Okavango auf der gesamten Breite von über einem Kilometer sperrt.
Während des Hochstands des Okavango zwischen Februar und April sind die Stromschnellen praktisch vollständig überschwemmt. In der Trockenzeit liegt der Felsriegel jedoch weitgehend frei und bildet eine Reihe von Kanälen und Felsen, die man teilweise bequem zu Fuß überqueren kann. Der Tiefststand wird etwa in der zweiten Oktoberhälfte erreicht.

## Popafälle-Wildpark
Die Popafälle sowie ein rund 0,25 Quadratkilometer großes Gebiet sind ein seit 1989 als Wildpark geschütztes Areal (englisch Popa Falls Game Park). Am Westufer des Okavango befindet sich direkt an den Fällen ein Rastlager der Namibia Wildlife Resorts. Dieses wurde im November 2013 nach einer kompletten Renovierung mit Campingplätzen, festen Unterkünften und Restaurant neu eröffnet.
An Wildtieren findet man viele Vögel, Krokodile und gelegentlich Flusspferde. Zum nahe gelegenen Bwabwata-Nationalpark mit Großwild, Elefanten und Raubkatzen sind es nur 15 Kilometer.

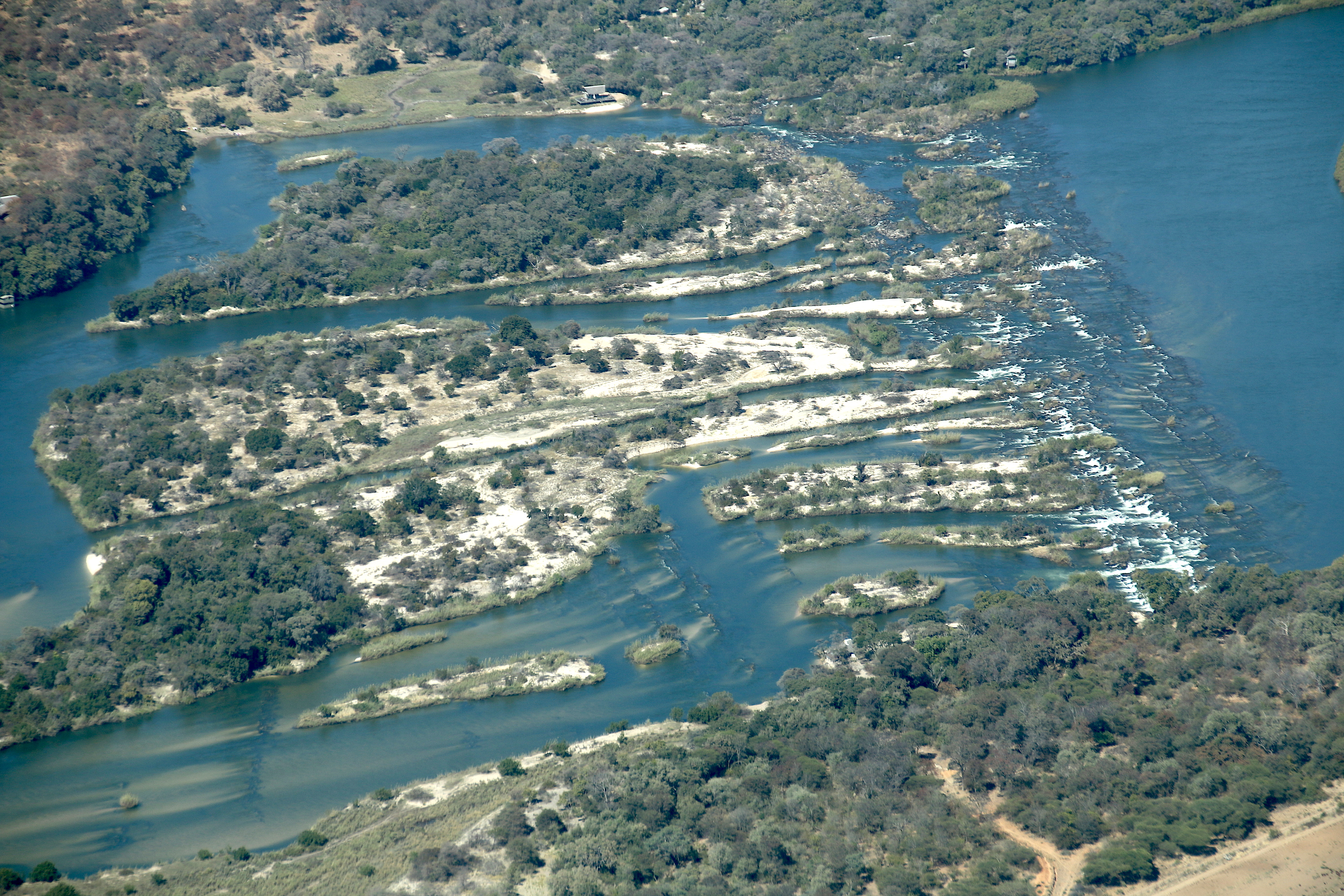
Popafälle (2018)